# Гражданская позиция (Украина)
Политическая партия «Гражданская позиция» (укр. Політична партія «Громадянська позиція») — украинская политическая партия. Первым лидером партии был экс-министр обороны Украины, политик Анатолий Гриценко. С 13 апреля 2021 года лидером партии является Владимир Гирняк.  «Гражданская позиция» зарегистрирована министерством юстиции Украины 24 марта 2005 года.

## Создание общественной организации
Идея создания организации принадлежит бывшему министру обороны Украины Анатолию Гриценко. О желании создать общественное движение он впервые сообщил 26 августа 2008 года. О том, что это будет общественная организация, а не политическая партия, было объявлено 28 ноября 2008 года.
Под названием «Гражданская позиция» организация была создана 11 декабря 2008 года на учредительном съезде в Киеве. На собрании присутствовало около 40 делегатов от местных ячеек, которые единогласно избрали председателем новосозданного движения Анатолия Гриценко — народного депутата Украины, председателя комитета Верховной рады Украины по вопросам национальной безопасности и обороны.

## История партии
В феврале 2010 года партия «Могучая Украина» (укр. «Могутня Україна»), существовавшая с 2005 года, была переименована в «Гражданскую позицию». В июне партию возглавил Анатолий Гриценко.
В августе 2011 года «Гражданская позиция» вошла в Комитет сопротивления диктатуре, но в ноябре вышла из комитета.
В марте 2012 года к «Гражданской позиции» присоединилась «Украинская партия». Лидер «Украинской партии» Игорь Насалик был избран заместителем председателя партии «Гражданская позиция».
В апреле 2012 года Анатолий Гриценко подписал соглашение с движением «Честно» (укр. «Чесно») о соблюдении их критериев на следующих парламентских выборах, в частности пообещал открыть списки кандидатов и исключить тех, кто не будет соответствовать критериям «Честно». В июне партия «Гражданская позиция» вошла в состав «Объединённой оппозиции» (объединение партий «Батькивщина» и «Фронт перемен» для участия в парламентских выборах).
4 февраля 2014 года лидер «Гражданской позиции» Анатолий Гриценко вышел из фракции ВО «Батькивщина» в Верховной Раде.
Во время президентских выборов на Украине (2014) партия выдвинула своего лидера Анатолия Гриценко кандидатом в президенты. Он финишировал с четвертым результатом, набрав 5.4%. В ходе проходивших в этот день выборов в Киевский городской совет партия преодолела 3 % барьер и набрала 3,61 % (47 768 голосов), тем самым получив 3 депутатских мандата.
5 сентября 2014 года политическая партия «Демократический альянс» решила объединить усилия на внеочередных выборах народных депутатов вместе с партией «Гражданская позиция», решение об этом  было принято на её партийном съезде 5 сентября, спустя 2 дня съезд партии Анатолия Гриценко согласовал это решение и утвердил избирательный список. Новосозданный альянс получил название «Гражданская позиция (Анатолия Гриценко)», но, согласно договорённости партий, мажоритарщики были выдвинуты отдельно каждой партией.
4 июня 2016 года партия присоединилась к Альянсу либералов и демократов за Европу.

## Органы управления
Органами управления «Гражданской позиции» являются Съезд партии, Совет партии, Председатель партии, Центральный исполнительный комитет, Контрольно-ревизионная комиссия.
В Совет ПП «Гражданская позиция», кроме её председателя Анатолия Гриценко, входят председатель Центрального исполнительного комитета партии и его заместитель, руководители всех областных организаций партии и народные депутаты Украины от ПП "Гражданская позиция" .
В состав Контрольно-ревизионной комиссии ПП «Гражданская позиция» избраны Сависько Сергей, Белоус Елена, Онасенко Алексей, Филипович Анатолий, Цыбульский Виталий .
Председателем Центрального исполнительного комитета ПП «Гражданская позиция» является Николай Нещадим — доктор педагогических наук, профессор, заслуженный работник народного образования Украины, генерал-лейтенант запаса, в 2005—2007 годах — заместитель министра обороны Украины.

## Символика
Эмблема ПП «Гражданская позиция» выполнена в жёлто-чёрных цветах, где на фоне фигуры в форме рыцарского щита размещены три раскрытые ладони.
Официальным флагом ПП «Гражданская позиция» является полотнище жёлтого цвета на котором размещены три раскрытые ладони чёрного цвета и под ними надпись с названием партии тоже чёрного цвета.